# Інформаційні відносини
Інформаційні відносини — суспільні відносини, які виникають при збиранні, одержанні, зберіганні, використанні, поширенні та захисту (охороні) інформації.

## Принципи інформаційних відносин
Основними принципами інформаційних відносин є:
- гарантованість права на інформацію;
- відкритість, доступність інформації, свобода обміну інформацією;
- достовірність і повнота інформації;
- свобода вираження поглядів і переконань;
- правомірність одержання, використання, поширення, зберігання та захисту інформації;
- захищеність особи від втручання в її особисте та сімейне життя.

## Суб'єкти інформаційних відносин
Суб'єкти інформаційних відносин — фізичні та юридичні особи, об'єднання громадян та суб'єкти наділені владними повноваженнями з метою забезпечення та реалізації своїх прав та свобод в інформаційній та інших сферах життєдіяльності суспільства.
Суб'єктами інформаційних відносин є:
- фізичні особи;

- юридичні особи;

- об'єднання громадян;

- суб'єкти владних повноважень.